# Chudy (album)
CHUDY – drugi album studyjny polskiego rapera Mlodyegoskiny’ego, wydany 9 lipca 2021 roku przez My Music. Na płycie znajduje się jedenaście utworów wyprodukowanych przez takie postacie jak: Swizzy, 2latefor czy Pisar i Maro. Gościnnie na albumie wystąpili: Szamz, Yung Adisz, Młody Dron, Sami, Ozzy Baby, I.D.E.A i Jaco ALC.

## Tło
Rok 2021 Kityński rozpoczął pracami nad nowym albumem CHUDY. 19 marca opuścił wytwórnię GUGU. 6 maja ukazał się pierwszy singel z albumu „HOOKAH FREESTYLE”. W celu promocji pre-orderu raper dodał do sprzedaży koszulki i susz CBD. 27 maja pojawił się drugi singel z albumu pt, „CO U CIEBIE SŁYCHAĆ?” wraz z Yung Adiszem. 6 i 19 czerwca pojawiły się kolejne single: „TAKI SAM” i „LATARYNKA” ze Hewrą, Młodym Dronem, Sami, Ozzy’m Baby'm i Szamzem. 8 lipca ukazał się teledysk do utworu „SKRZYDŁA”. 9 lipca po licznych zapowiedziach na instagramie ukazał się album. Album został wydany w wersji cyfrowej i fizycznej, dodatkowo została wydana też edycja kolekcjonerska, wraz z albumem weszła do sprzedaży wersja fizyczna Zęby EP. CHUDY zajął 41. miejsce w zestawieniu OLiS.

## Lista utworów
Opracowano na podstawie materiału źródłowego.
1. „PAPARAZZI” – 2:41
2. „ASPOŁECZNY” (gościnnie: Szamz) – 2:36
3. „HOOKAH FREESTYLE” – 2:18
4. „DAJ MI TROCHĘ CZASU” – 3:08
5. „DUŻO SYFU” (gościnnie: Idontexistanymore) – 2:24
6. „LATARYNKA” (gościnnie: Hewra, Młody Dron, Ozzy Baby, Sami, Szamz) – 3:08
7. „CO U CIEBIE SŁYCHAĆ?” (gościnnie: Yung Adisz) – 1:59
8. „CZEMU” (gościnnie: Jaco ALC) – 2:41
9. „TAKI SAM” – 2:08
10. „KRWAWE NIEBO” – 2:06
11. „SKRZYDŁA” – 2:22